# Абуталибов Раміз Абуталиб огли
Раміз Абуталиб огли Абуталибов (азерб. Ramiz Abutalıbov; 27 жовтня 1937, Кіровабад — 1 січня 2022, Москва, Російська Федерація) — радянський та азербайджанський дипломат, громадський діяч, дослідник історії азербайджанської еміграції.

## Біографія
Народитися 27 жовтня 1937 року в Кіровабаді. Батько родом був із Ордубада, мати з Баку. В 1960 році закінчивши геологічний факультет Азербайджанського державного університету. Брав участь у будівництві станцій метро «Баки Совєти» (нині «Ічері-Шехер») і «Сахіл». Працював у Державному комітеті Ради Міністрів АзРСР з науки та техніки. В 1968 році вступив на факультет міжнародних організацій Всесоюзної академії зовнішньої торгівлі в Москві. Після трирічного навчання в Академії, кілька місяців працював у МЗС СРСР. Наприкінці 1971 року на конкурсній основі був прийнятий на роботу в ЮНЕСКО, де пропрацював з 1972 по 1979 і з 1985 по 1993 роки. У Парижі він познайомився з видатною представницею еміграції — Банін. В 1974 році, за особливим дорученням Гейдара Алієва, відвідав Алекпера Топчибаші, сина Алімардана Топчибашева й онука Гасан-бека Зардабі. За його безпосередньої участі в ЮНЕСКО були проведені виставки азербайджанських килимів, старовинних рукописів, концерти Державного ансамблю танцю, в Лондоні відбулася виставка «Архітектура Азербайджану», в Страсбурзі — перша наукова конференція з азербайджанознавства, а в Баку — перший міжнародний симпозіум із мистецтва східних килимів та виставка французького модельєра Річарда Нейпієра «Форми та образи».
Після повернення з Парижу в 1993 році він брав участь у підготовчих роботах по включенню пам'яток культури Азербайджану до Всесвітнього списку спадщини (Ічері Шехер — 2000 рік) і мугам в Список нематеріальної культурної спадщини, азербайджанських рукописів у каталог «Пам'ять світу», у розробці пропозицій щодо висунення Аліма Гасимова на звання кращого виконавця світу .

## Нагорода
- Кавалер Ордена Почесного легіону (1998, Франція).
- Медаль Пушкіна (16 лютого 2010 року, Росія) — За заслуги в розвитку вітчизняної культури та мистецтва, багаторічну плідну діяльність[3].